# Araneus mayumiae
Araneus mayumiae là một loài nhện trong họ Araneidae.
Loài này thuộc chi Araneus. Araneus mayumiae được miêu tả năm 2001 bởi Tanikawa.